# Colombiers-sur-Seulles
Colombiers-sur-Seulles – miejscowość i gmina we Francji, w regionie Normandia, w departamencie Calvados.
Według danych na rok 1990 gminę zamieszkiwało 160 osób, a gęstość zaludnienia wynosiła 49 osób/km² (wśród 1815 gmin Dolnej Normandii Colombiers-sur-Seulles plasuje się na 726. miejscu pod względem liczby ludności, natomiast pod względem powierzchni na miejscu 1021.).